# Тебриз
Тебри́з произношениео файле (Табри́з, Таври́з, перс. تبریز‎, произн. [tæbˈriːz] Tabriz, азерб. تبریز / Təbriz) — город в Иране, административный центр иранской провинции Восточный Азербайджан. Расположен между вулканическими массивами Сехенд и горой Эйнали, у озера Урмия.
В городе большинство жителей — азербайджанцы.
Четвёртый по величине город Ирана. Одноимённая железнодорожная станция (1916).

## История
III—VII века — в составе государства Сасанидов.
IV век — Тебриз, в то время незначительная местность, разрушен в результате армяно-персидской войны.
конец IX века — образовывается эмират Саджидов, после натиска Арабского Халифата.
XII—XIII век — столица Государства Ильдегизидов
1220—1222 — город трижды подвергся атаке монголов во время Первого, разведывательного похода монголов на Южный Кавказ (1220—1222) и трижды от них откупился.
XIII—XIV века — одна из столиц монгольского государства ильханов — Хулагуидов.
1375—1468 — столица туркоманского государства Кара-Коюнлу.
1469—1501 — столица туркоманского государства Ак-Коюнлу. При Ак-Коюнлу Тебриз имел важное экономическое значение, он был перевалочным пунктом на Великом шёлковом пути. Немецкий путешественник Иоганн Шильтбергер писал, что доход шаха с Тебриза «превышает доходы могущественнейшего христианского монарха, потому что этот город — центр огромных торговых оборотов».
Около 1474 года город посетил Афанасий Никитин, упомянувший его в своих путевых записках «Хожение за три моря».
1501—1555 — столица государства Сефевидов, Тебриз становится одним из крупнейших культурных и экономических центров Среднего Востока.
1747—1802 — столица Тебризского ханства, которым руководили представители тюркизированного курдского племени Дунбули.
1827 — захвачен русскими войсками в ходе русско-персидской войны.
Город трижды был разрушен (в 858 году, 1041 году и 1721 году) из-за мощных землетрясений.
В начале XX века Тебриз был пристанищем множества радикальных организаций, в силу чего играл важную роль в Конституционной революции каджарского Ирана 1905—1911 годов. Уже в 1908 году из города были изгнаны сторонники Мохаммед-Али шаха, который, будучи принцем, занимал пост губернатора Тебриза. Одним из главных требований протестующих было создание нового меджлиса. В ответ на революцию, английские и русские войска вторглись в Иран, чтобы её подавить. Последние заняли Тебриз, разоружили радикальные революционные группы, но при этом не признавали и отказывали возможности проехать в город шахскому губернатору. В итоге Мохаммед Али-шах вынужден был уехать в Россию, а к власти в 1909 году пришёл новый правитель Султан Ахмад-шах, последний из династии Каджаров.
25 августа 1941 года началась Иранская операция и ВВС РККА совершили налёт на Тебриз. 26 августа Красная Армия заняла Тебриз. В городе располагался 442-й отдельный радиодивизион ОСНАЗ (в/ч 95960), который выполнял задачи радиоразведки. Спустя 3 года после советской оккупации 12 декабря 1945 года Тебриз стал столицей Демократической Республики Азербайджан, созданной при участии СССР и просуществовавшей до декабря 1946 года, когда Советский Союз вывел войска из Ирана.
Непосредственно перед началом Исламской революции в Тебризе происходили массовые выступления против шахского режима. Они были жёстко подавлены силами армии.
Город сильно пострадал в ходе боевых действий во время ирано-иракской войны 1980—1988 годов.

## Население
Марко Поло, посетивший Тебриз в 1293—1294 годах, пишет:
«Тебризский народ, состоит из разных национальностей (несторианцы, армяне, евреи, грузины, иранцы и последователи Мухаммеда, то есть так называемые тебризцы, мусульмане составляющие основное население Тебриза. У каждого народа есть собственный язык». 
В XV веке население города составляло 200 000 человек. В 1501 году в Тебризе насчитывалось около 300 000 жителей. В первой половине XVI века город четыре раза опустошался Османами. По словам Тенрейро, на момент 1523 года тюрков в Тебризе было немного, город населяли персы, было также много армян. К 1585 году население Тебриза сократилось до 100 000 человек. В 1585—1588 годах когда османская армия захватила Область Азербайджан, население Тебриза было полностью истреблено.

### XIX век
Тебриз отличался своим тюркским характером, как и Азербайджан. Мэри Шейл отмечала: «Удивительно, когда находишься почти в главном городе Персии и при этом не слышишь ни слова по-персидски. На улицах и базарах тюркский — единственный язык, который бросается в глаза».  Арабов и персов можно было увидеть редко, по крайней мере, на переполненном базаре, и «можно сказать, что это тюркский город».
К 1868 году в городе проживало до 5 тыс. армянских жителей.

### Современность
Ныне, основное население — азербайджанцы. Также проживают персы, курды, армяне и другие народы Ирана. Население говорит как на азербайджанском, так и на персидском языках.

## Культура и искусство

### Тебризская школа миниатюры
В начале XIV века монгольскими ильханами государства Хулагуидов была основана Тебризская школа персидской миниатюры, куда привлекались, иногда и насильственным путём, лучшие художники и каллиграфы, однако расцвет её пришёлся на XVI век, времена династии Сефевидов после распада Тимуридской Империи. Примечательна она тем, что в ней переплетались многие существующие на тот момент художественные тенденции, а также тот факт, что она является свидетельством первого проникновения восточно-азиатских традиций в исламскую живопись, в частности, в работах этой школы ученые отмечают явные китайские и монгольские влияния. Однако в силу того, что знакомство с китайской живописью было первым в истории Ирана, часто в ранний период тебризской школы можно встретить грубое копирование китайских сюжетов. Сюжетами миниатюр как правило были бытовые сцены, жизнь при дворе, а также эпизоды из произведений классической персидской литературы, хотя, стоить отметить, образный стиль миниатюры часто далеко отходил от замысла авторов. Тебризская школа XVI столетия развивалась в среде придворной культуры, её характеризовал широкий показ бытовых подробностей, нарастающая декоративность и дробность общего впечатления.
Представителями тебризской школы миниатюры XVI века были: Султан Мухаммед, Ага Мирек, Музаффар Али, Мирза Али, Мир Сеид Али.
Тебризские миниатюры упоминаются в романе Орхана Памука «Имя мне — Красный».

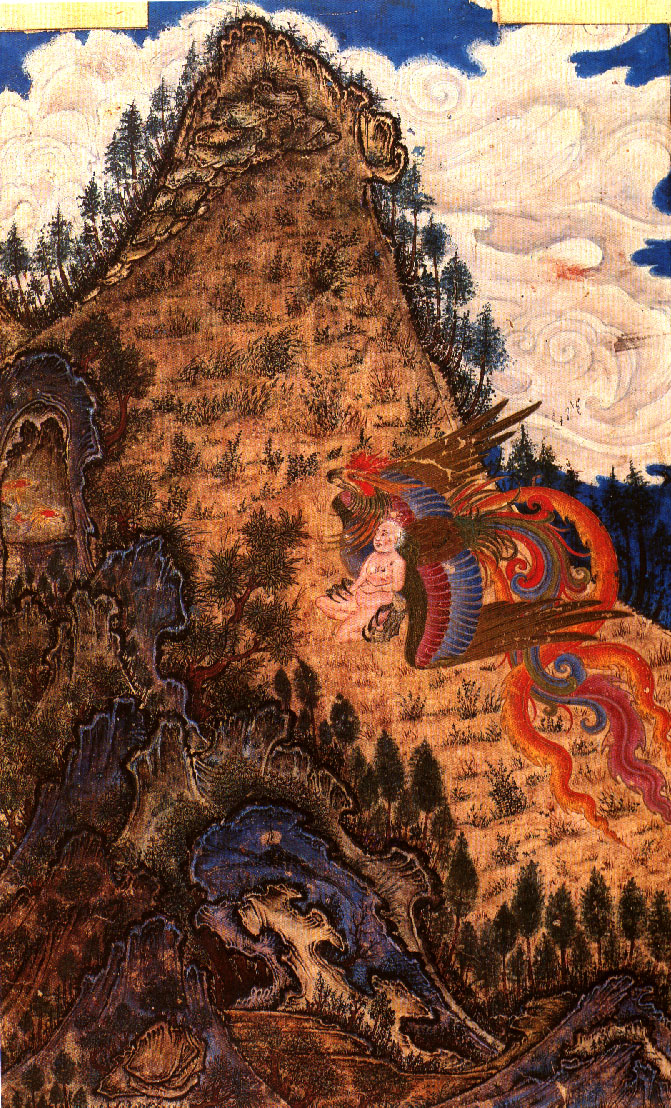
Похищение Заля Симургом, «Шахнаме» из дворца Топкапы.
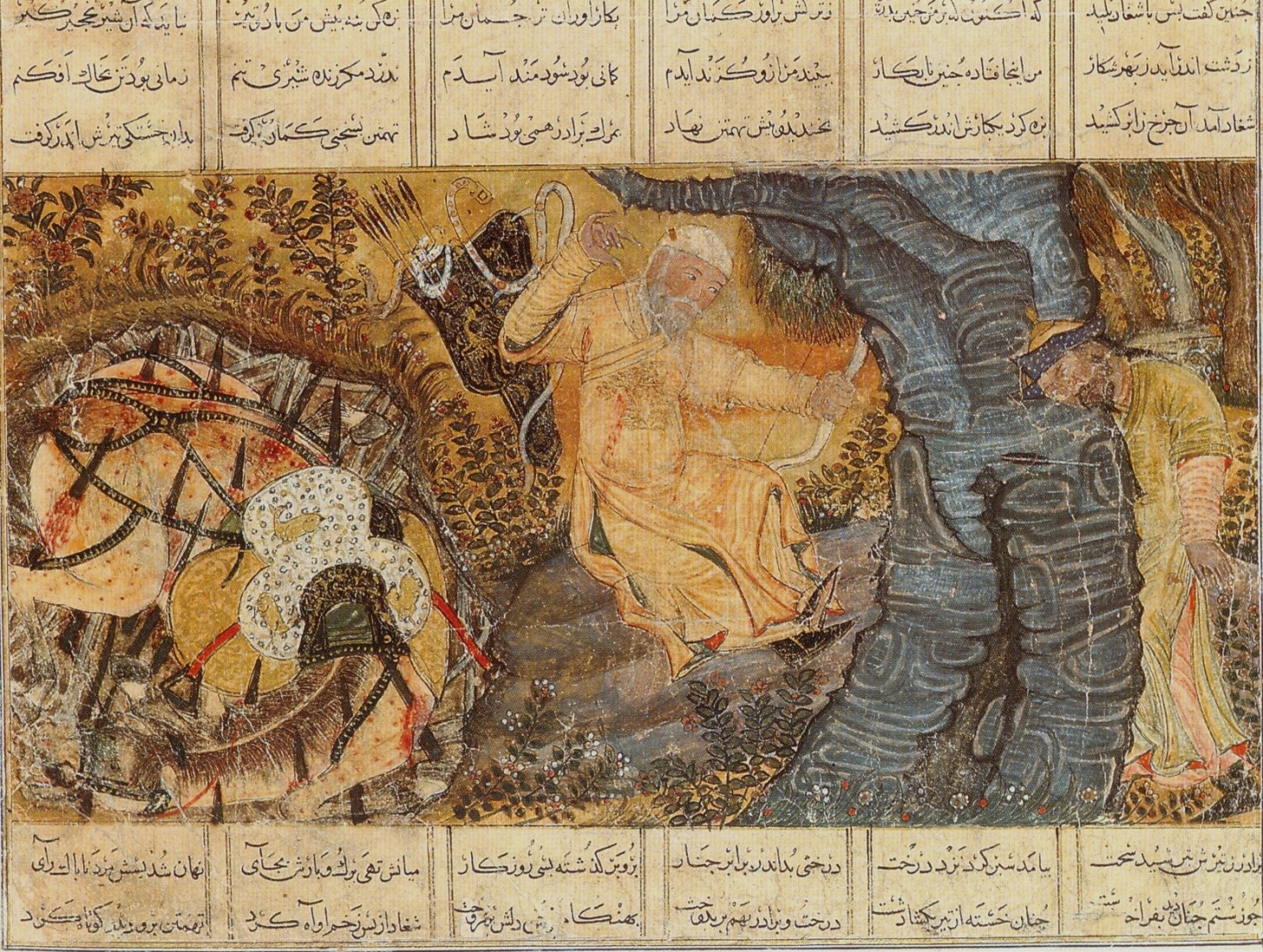
Смерть Рустама и его коня Рахша, «Большое тебризское Шахнаме».
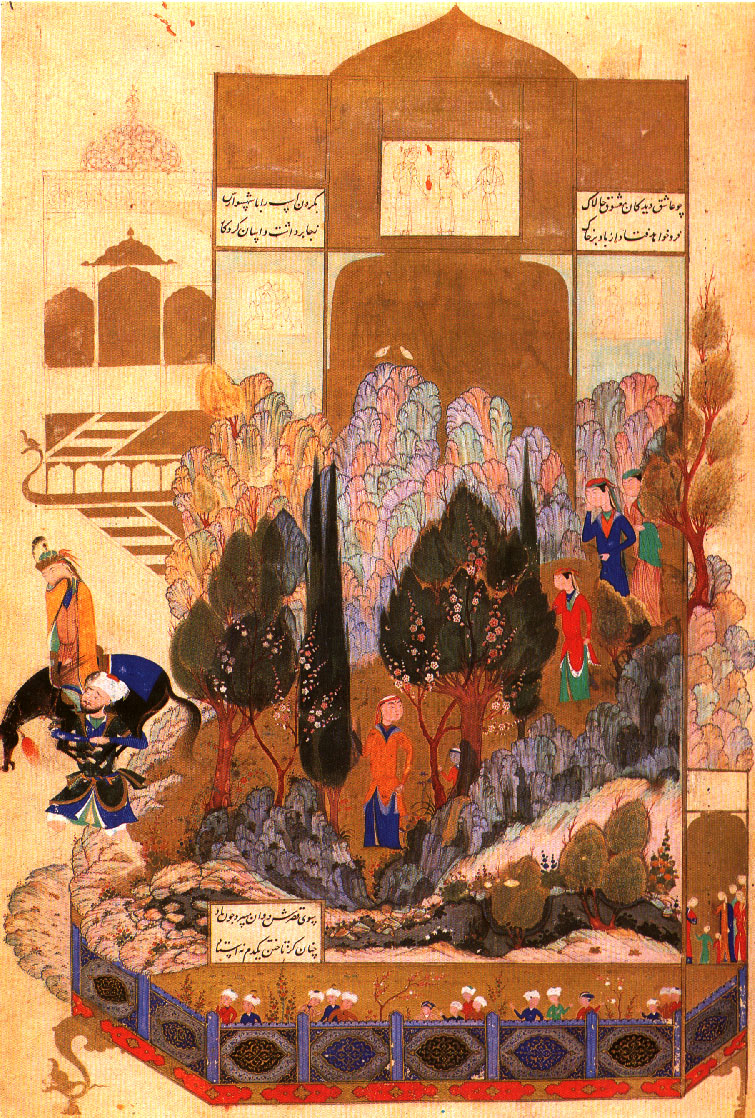
«Хамсе» 1481 года, Фархад несёт Ширин на плечах

### Ковры

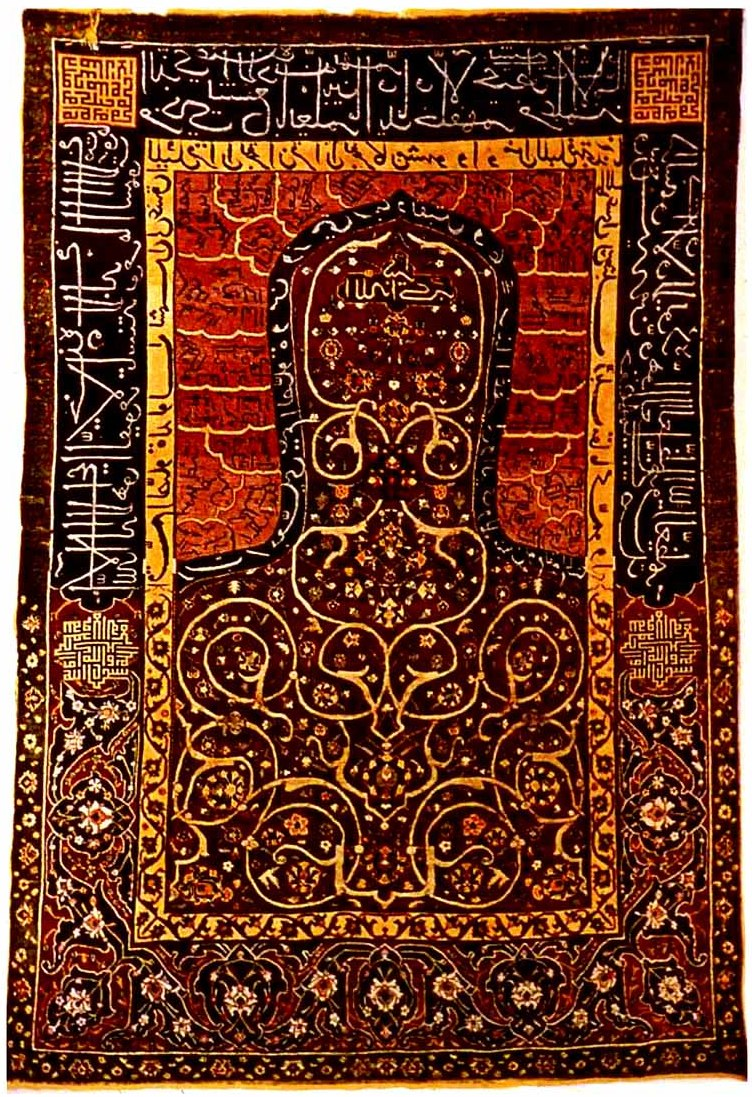
Ковёр «Намазлык». Тебризская школа. XV век. Частная коллекция Э. Пароваччи, Италия.

Несмотря на то, что понятие «Тебризский ковёр» обозначает особый вид ковров, произведенных на Северо-Западе Ирана, Тебриз занимает в этом регионе особое место как центр всей данной школы ковроткачества, начиная с V—VI веков. В XVI веке многие ковры ткались для дворцов иранской шахской знати эпохи Сефевидов, несмотря на это в них оставалась связь с народными бытовыми ковровыми изделиями Азербайджана. В оформлении ковров использовались изображения охотничьих сцен, «звериные» мотивы, растительный орнамент, одна из характерных черт тебризских ковров — богатая красочная гамма. На протяжении XVI—XVII веков влияние тебризской школы выходило далеко за пределы северо-западного региона, так, она оказывала немалое влияние на ковровое искусство других регионов Империи, а азербайджанские ковроткачи Тебриза приобрели славу ткачей, способных соткать ковры любого качества и сложности, начиная от простых шерстяных заканчивая сложными шелковыми коврами.

## Наука и образование

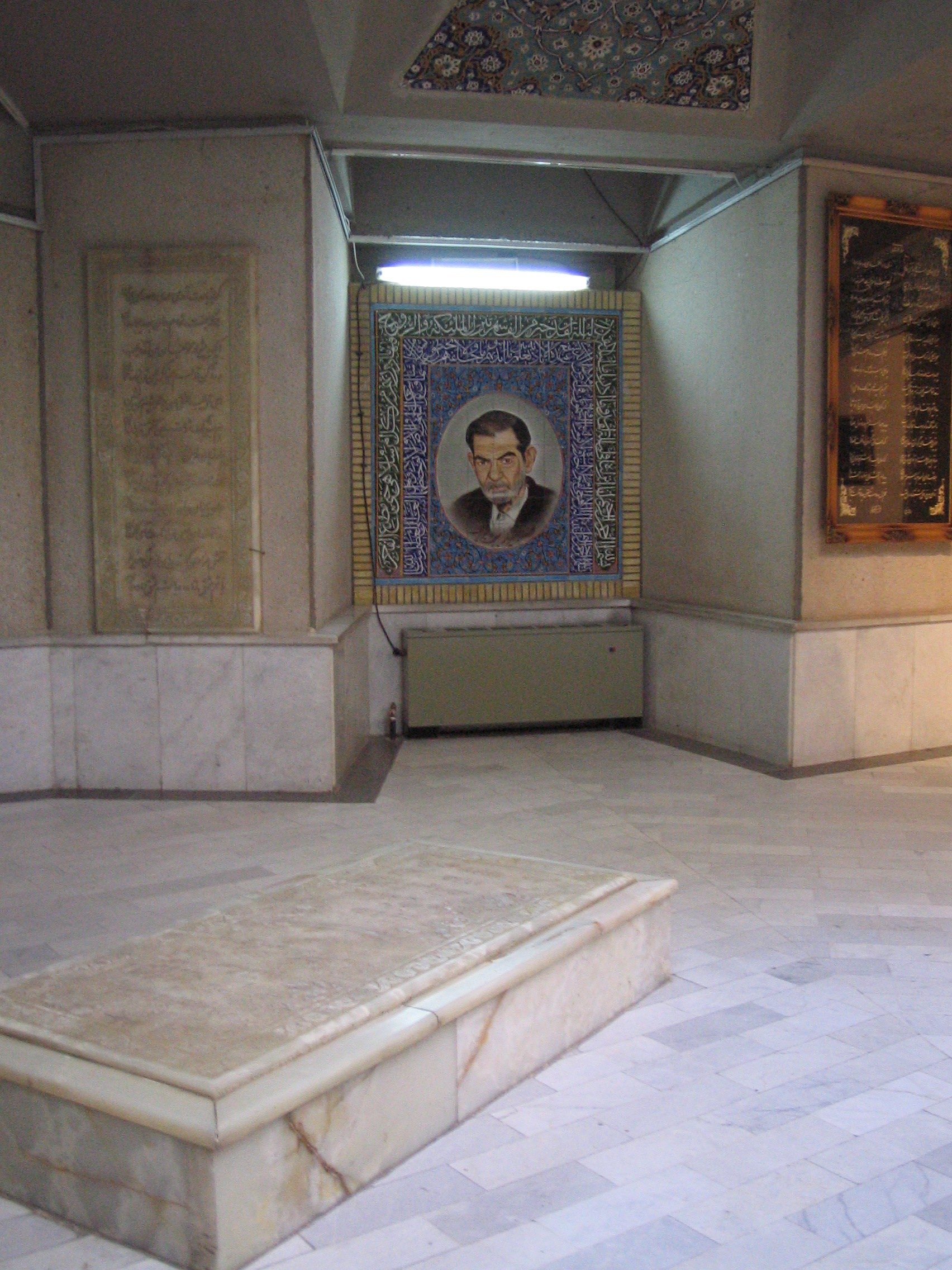
Могила Шахрияра в «Мавзолее поэтов» в Тебризе

## Экономика

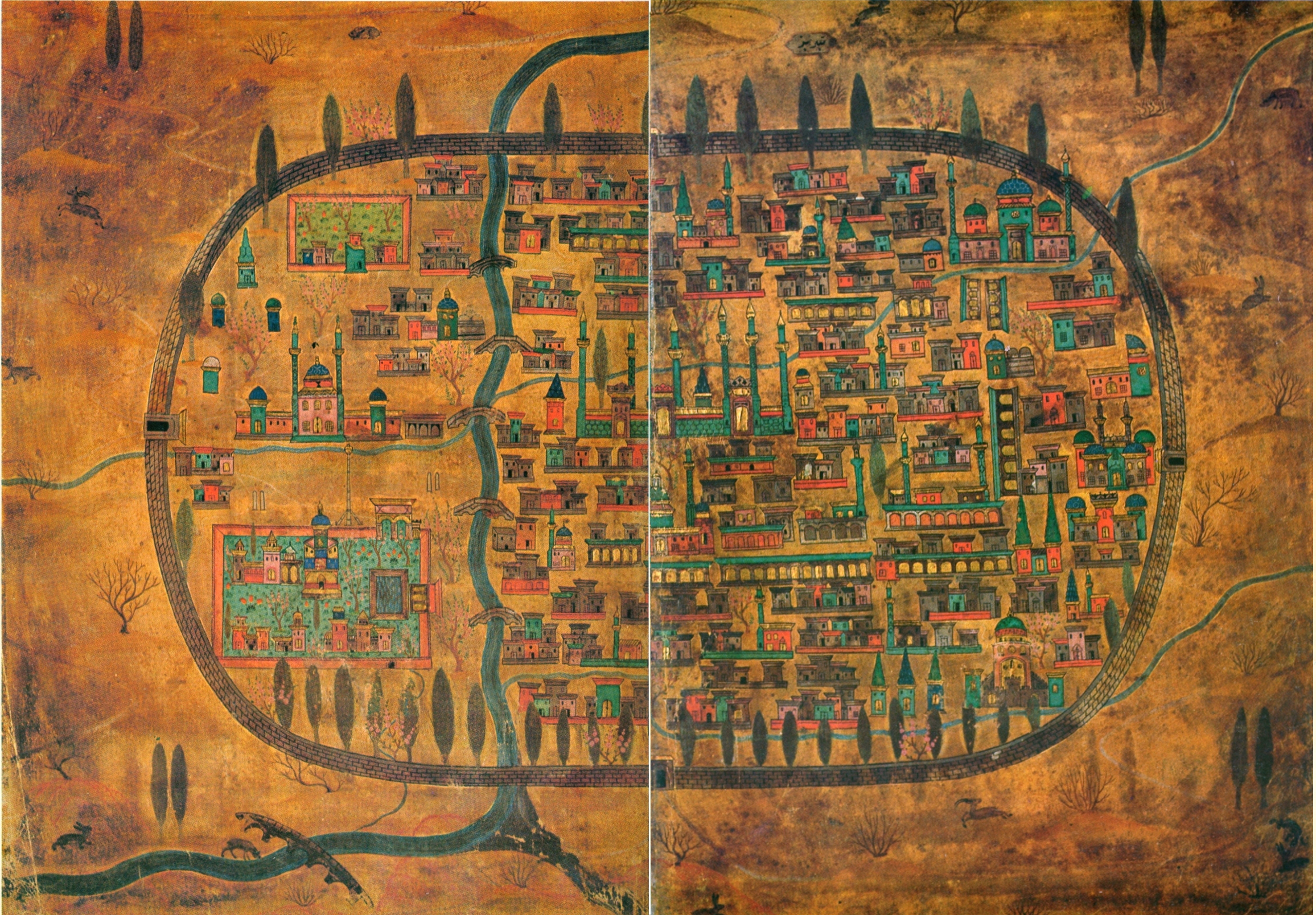
Схематичная карта города, XVI век, работа Матракчи Насуха

## Галерея

«Голубая мечеть» на картине Жюля Лорана, 1872 г.
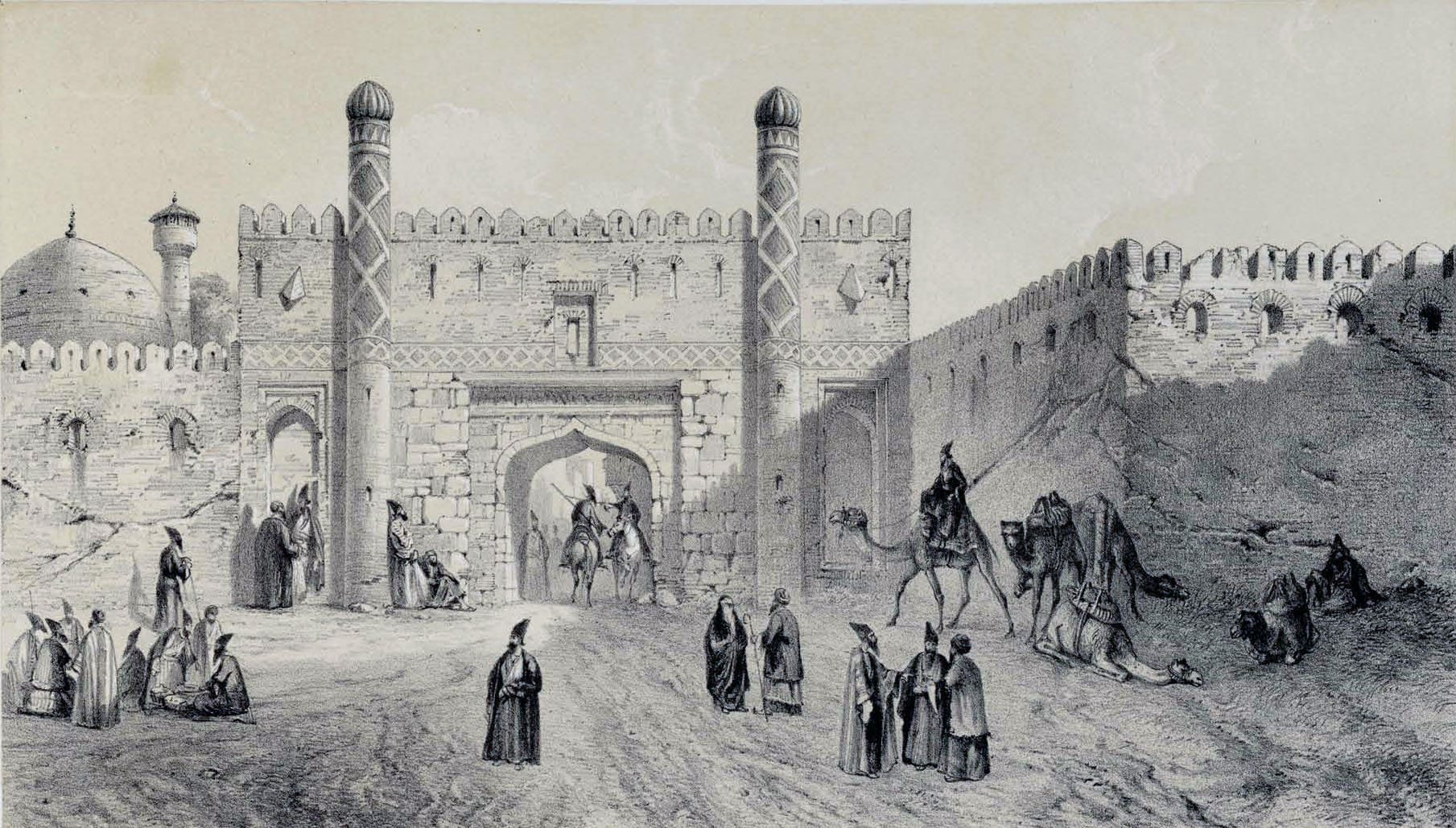
«Ворота города» на рисунке Эжена Фландена, 1840 г.
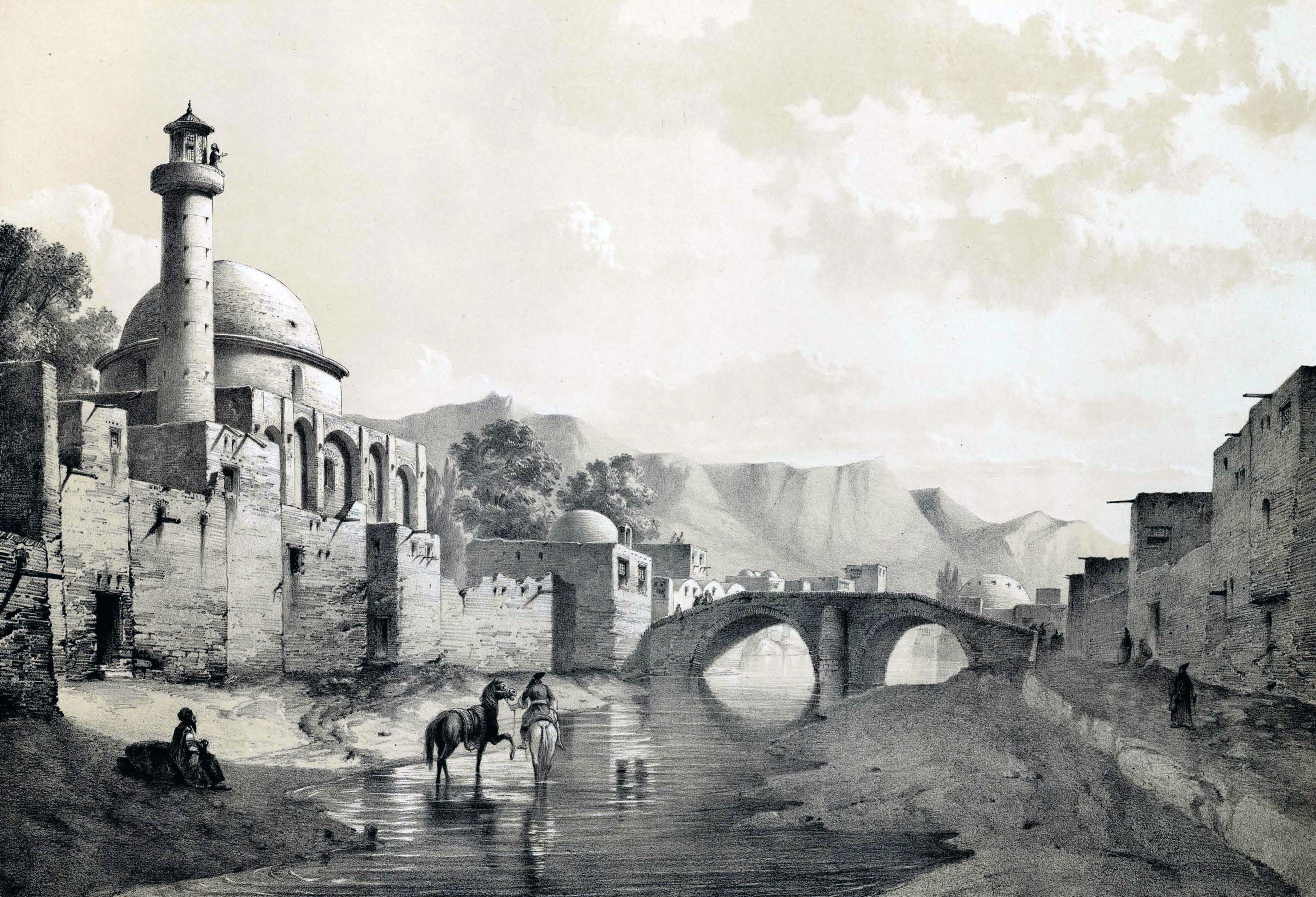
Тебриз. Худ. Эжен Фланден, 1840 г.
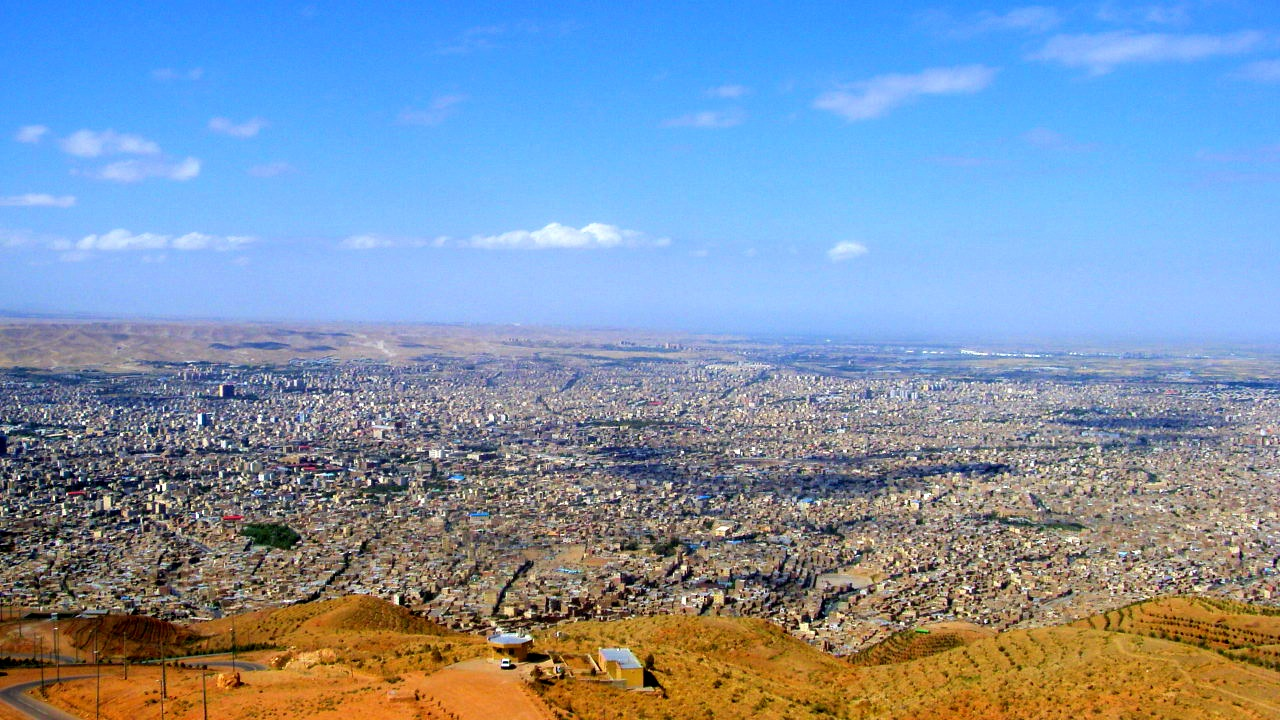
Вид на Тебриз
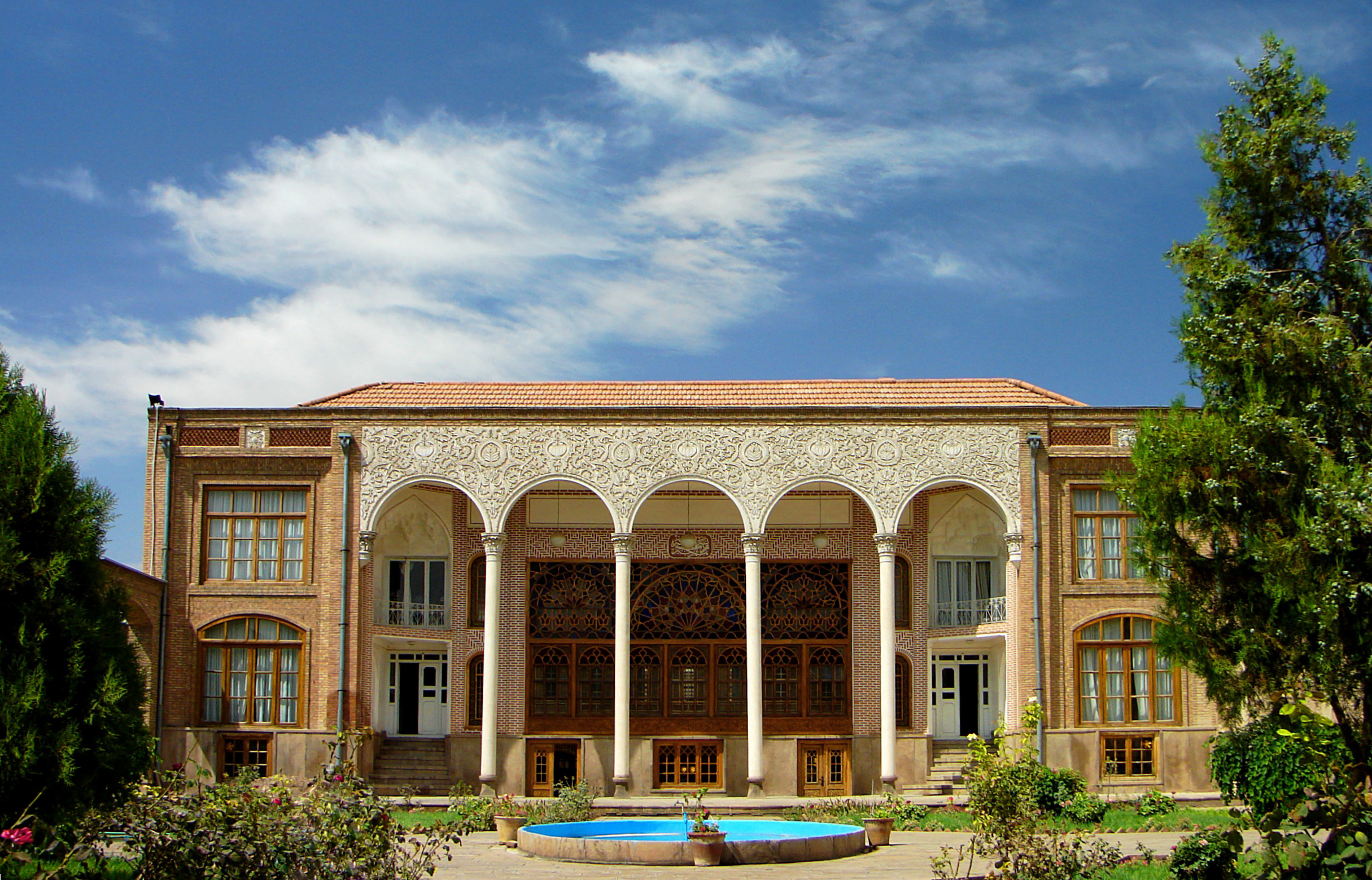
Дом Бехнам
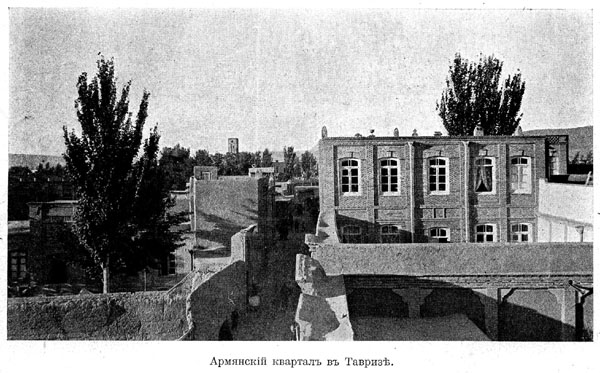
Армянский квартал города
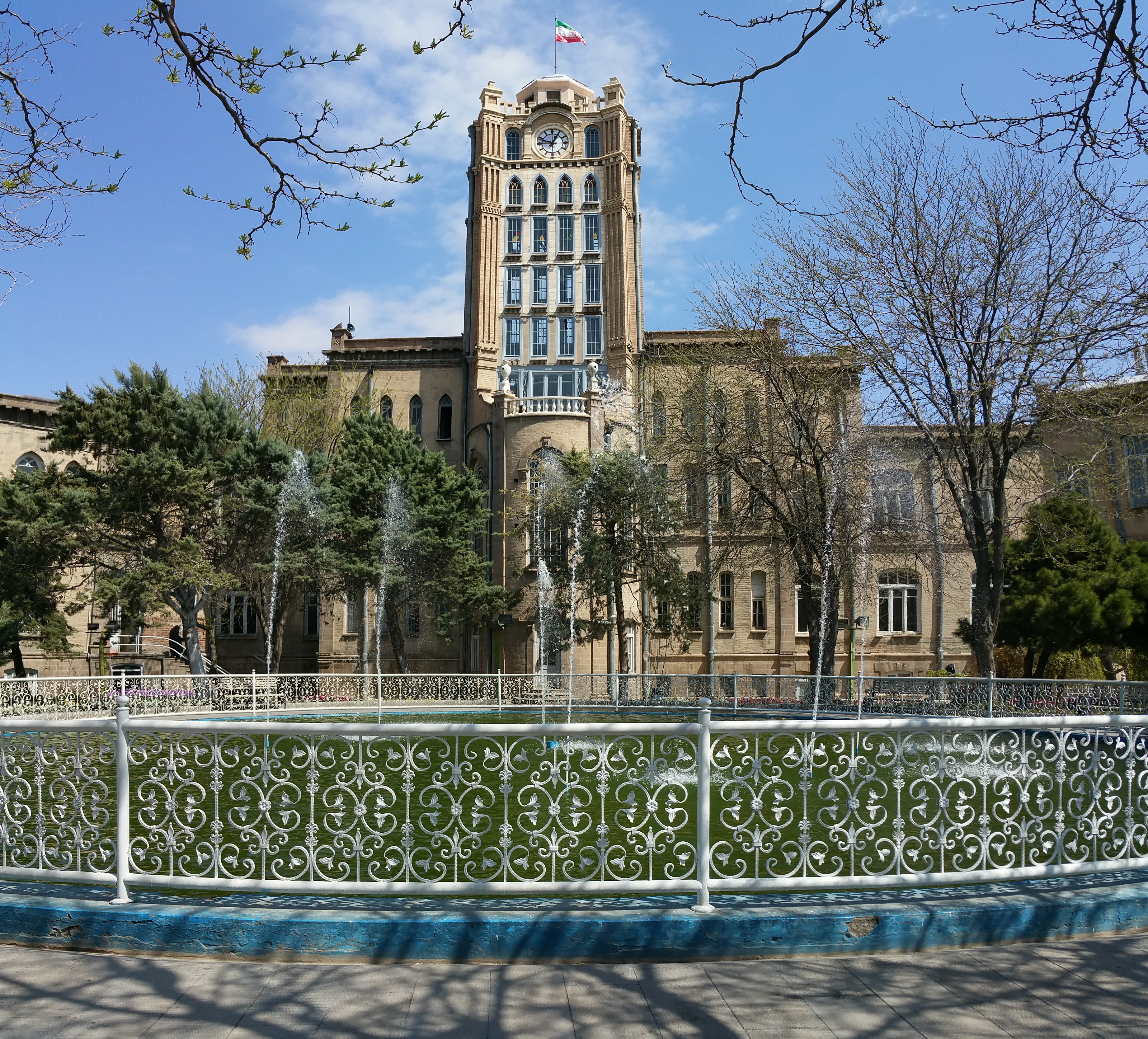
Мэрия Тебриза
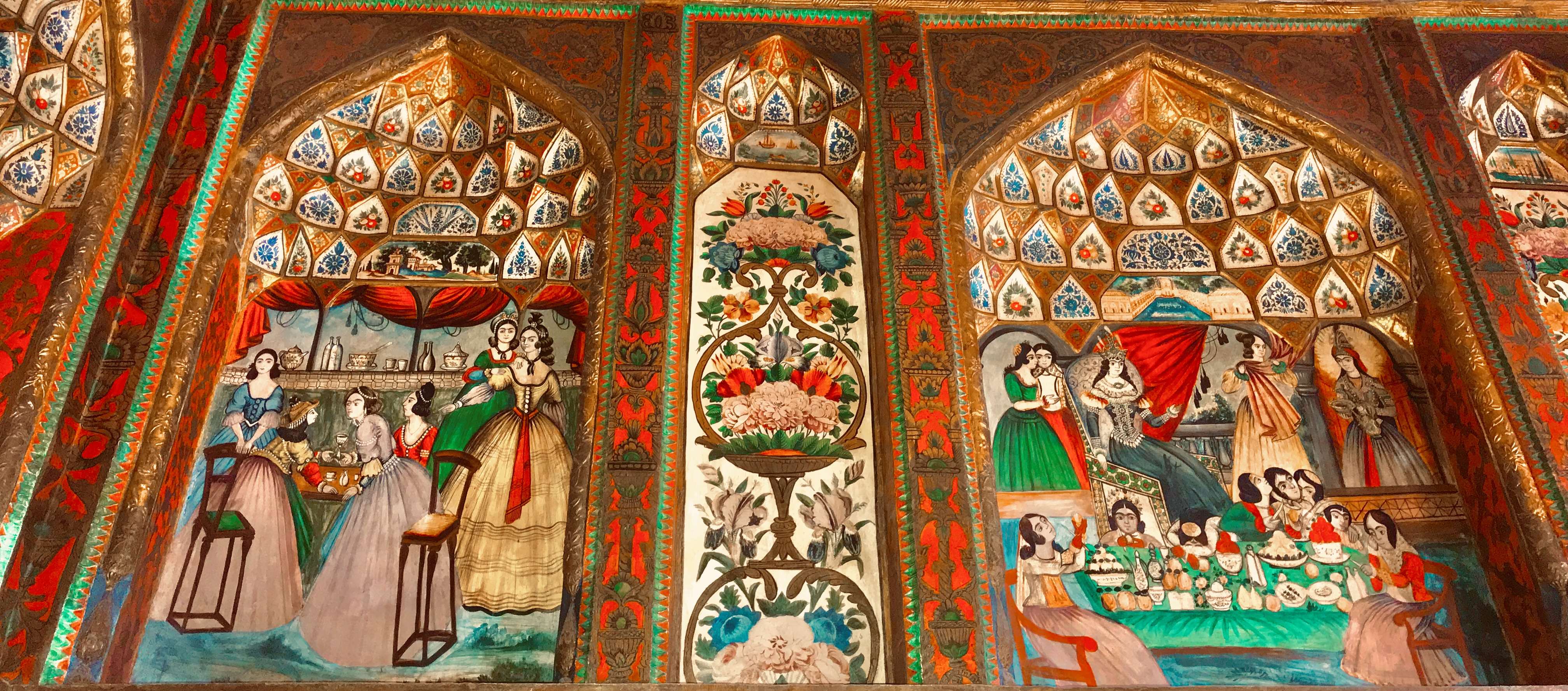
Дом Харири
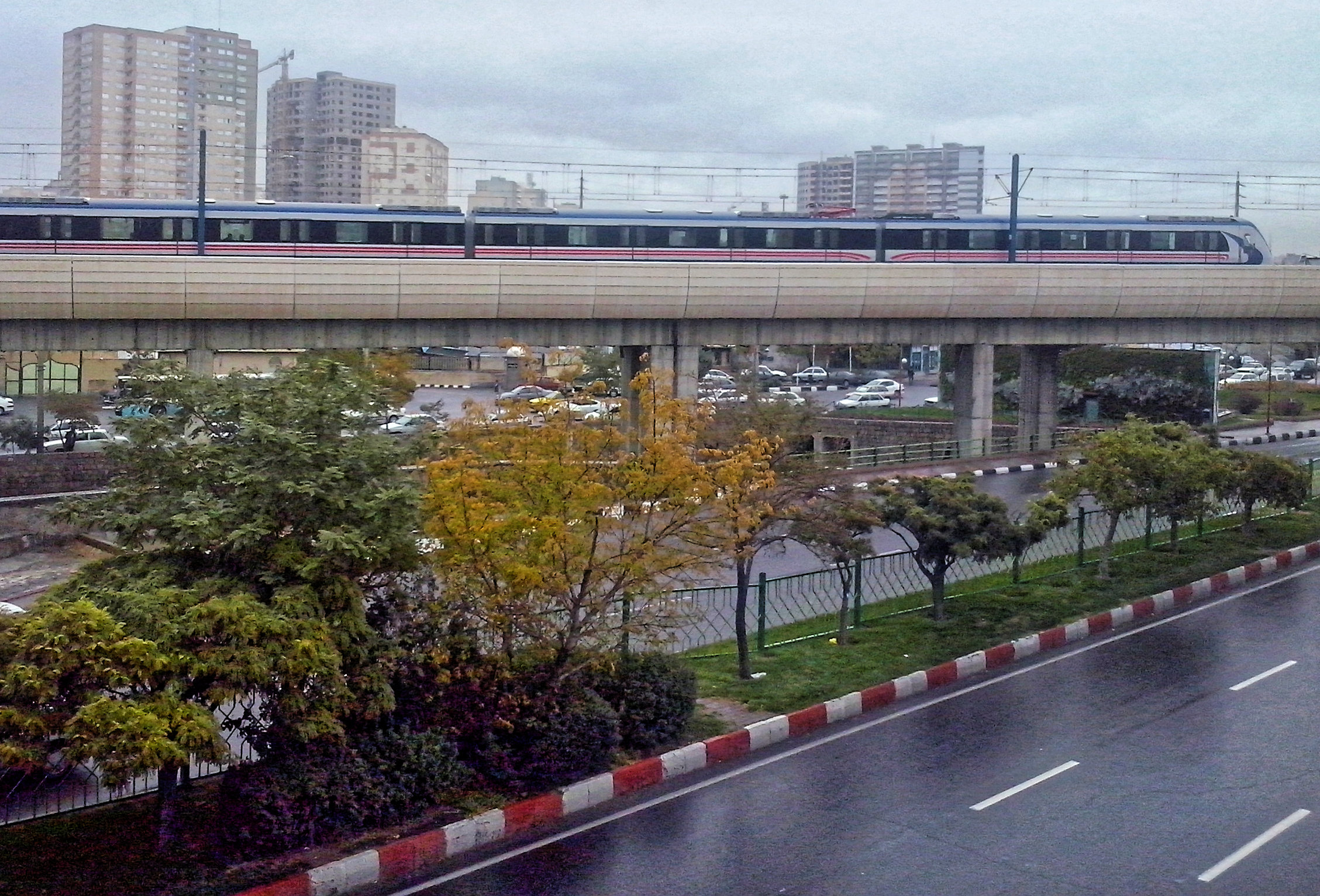
Метрополитен